# Teoria da Norma Jurídica
Teoria da Norma Jurídica (Teoria della Norma Giuridica) é um livro do jurista italiano Norberto Bobbio acerca de um dos elementos ontológicos da filosofia do direito — a norma jurídica.

## Importância
Visto pelos estudiosos como um trabalho importantepara se entender, num contexto conceitual e construtivista, o método científico de interpretação do direito caracterizado pela jurisprudência dos valores. O livro de Bobbio enfrenta este desafio em seis capítulos.

## Capítulos[3]
1. Direito como regra de comportamento; ele apresenta três teorias que levam, segundo ele, a um sistema conceitual único e não paradoxal: a "regulatória", a "intersubjetiva" e a "institucional".
2. Analisa as duas grandes escolas de pensamento jurídico: positivismo jurídico e jusnaturalismo.
3. Aborda a norma no aspecto formal, analisando "proposições", "prescrições", "expressões", "imperativos", "comandos" e "conselhos".
4. O imperativo, especificamente, bem como sua relação com juízos de valor, "permissões" e os destinatários da norma.
5. "Sanções" das normas (consequências prescritas para suas violações); a necessidade de sanções para a caracterização da norma.
6. Classificação das normas e a característica sine qua non da generalização-abstração.

## Crítica
"Em seu livro, Bobbio defende uma filosofia positiva, comprometida  com o espírito científico contra pontos de vista metafísicos. Bobbio rompe com tendências jusnaturalistas, considerando o direito como discurso a ser submetido à análise da linguagem, dentro das fronteiras de uma teoria científica, de acordo com o paradigma do positivismo lógico."
"Bobbio apresenta seu ponto de vista sobre sanções. Segundo ele, a sanção é a resposta à violação da norma. Analisando a sanção de acordo com a ideia de eficácia, aparece a relação entre lei e força. Para Kelsen, a lei existe para regular a força. Para Bobbio, sanções têm o objetivo de obter o desejável comportamento humano. Bobbio enfatiza as sanções positivas (recompensas) em oposição às repressivas."
"No seu livro, Bobbio, analisa a norma como regra de comportamento, demonstrando uma visão geral e crítica sobre as várias teorias que buscam revalar o conceito de norma, concluindo que, apesar de todas as teorias serem integradas, o normativismo prevalece no sentido de pressuposto de validade para outras."